# 和田季子
和田 季子（わだ としこ、1965年4月24日 - ）は、日本のフリーアナウンサー。

## 来歴
島根県出雲市出身。関東学院女子短期大学卒業。
1986年に山陰放送に入社し、同局のアナウンサーになる。「ものまねしながら歌うカラオケ」を趣味としており、『全国アナウンサー歌合戦』で優秀賞を受賞したことがある。
後に山陰放送を退社し、フリーに転向。2010年からは、この年に開局したDARAZコミュニティ放送 (DARAZ FM) のパーソナリティを務めている。

## 出演

### テレビ番組
- ビッグモーニング（TBS） - 中継リポーター
- おはようクジラ（TBS） - 中継リポーター
- テレポート山陰（山陰放送）
- 土曜日の生たまご（山陰放送、1992年 - 1997年） - 中継リポーター
- ふれあいの道（中国地方のJNN加盟4局ブロックネット番組）[2]
- ド近所さん！（中海テレビ放送、2017年 - ）[5]

### ラジオ番組
- ラジオでキャッチ（BSSラジオ、1989年 - 1992年）
- 自由ほんぽーおしゃべり本舗（BSSラジオ、2000年 - 2005年）[1]
- スマイル金曜日（BSSラジオ、2006年 - 2007年）
- 金曜ダラエティー「金ダラ」（DARAZ FM）[4]
- 〜金ダラDX〜 Waa-Daだよ！（DARAZ FM）[6]
- だらずのエネルギー・環境問題（DARAZ FM）[7]
- 大山ロイヤルホテル HOW TO ラジオ（DARAZ FM）[8]